# Le Jugement (tarot)
 (mai 2021).
Si vous disposez d'ouvrages ou d'articles de référence ou si vous connaissez des sites web de qualité traitant du thème abordé ici, merci de compléter l'article en donnant les références utiles à sa vérifiabilité et en les liant à la section « Notes et références ».
Pour les articles homonymes, voir Le Jugement.

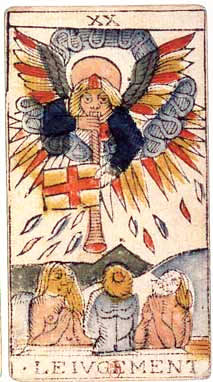
Le numéro 20, le Jugement, du jeu de Jean Dodal (début XVIIIe siècle)

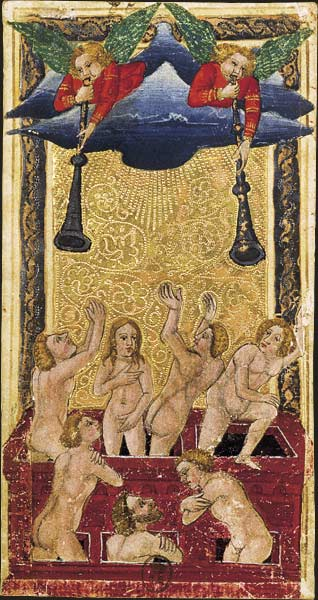
Le Jugement, tarot dit de Charles VI (XVe siècle)

Le Jugement est la vingtième carte du tarot de Marseille.

## Description et symbolisme
C'est la résurrection des morts qu'annonce l'ange porteur de la trompette du jugement dernier : « Voici l'appel saluant les morts, un appel d'homme à homme ! Tuba mirum spargens sonum... Cet appel donne guérison. Voici le jour de fête où on renaît : un roi qui appelle ses amis et les enchante de sa gloire, celui dont le royaume n'était pas de ce monde ».
La scène traditionnelle s'inspire de l'imagerie chrétienne de la résurrection et du jugement dernier. Un ange, peut-être Metatron, probablement Israfil, est représenté en train de souffler dans une grande trompette, à laquelle est suspendu le drapeau de Saint-Georges, qui fait référence au 15e chapitre de 1 Corinthiens. 
Un groupe de personnes ressuscitées (homme, femme et enfant) au teint blafard se tient debout, les bras écartés, regardant l'ange avec admiration. Les morts endormis sortent des cryptes ou des tombes, rappelant le chapitre 20 de l'Apocalypse, où la mer rend ses morts. Des montagnes enneigées à l'arrière-plan indiquent un thème hivernal, similaire à L'Ermite, en guise de fin symbolique.